# Шевченко (Синюхинобрідська сільська громада)
Шевче́нко (інша назва — Кинди́нівка) — село в Україні, у Синюхинобрідській сільській громаді Первомайського району Миколаївської області. Розташоване на лівому березі річки Чорний Ташлик. Населення становить 20 осіб.

## Історія
У 1912 році тут, на землях, що належали Синюхобрідській церкві, поселився переселенець з Вільшанки Акандин Ковальський. Від його видозміненого імені й пішла перша назва поселення. Належало до Вільшанської волості Єлизаветградського повіту Херсонської губернії.
У 1930 році в селі був створений перший колгосп.